# Breitarm-Sepia
Die Breitarm-Sepia oder Breitkeulen-Sepia (Ascarosepion latimanus, Syn.: Sepia latimanus) ist die zweitgrößte Art der Sepien nach der Riesensepia aus der Gruppe der Kopffüßer (Cephalopoda). Sie haben einen bis zu 50 cm langen Mantel und wiegen bis zu 10 kg.

## Lebensweise und Verbreitung
Die Art ist weit verbreitet und lebt in Korallenriffen in einer Tiefe bis zu 30 Metern. Sie ist zwischen der Andamanensee bis zu den Fidschi-Inseln und Australien zu finden. Die Beute der Breitarm-Sepien sind kleine Fische und Garnelen. Das tagaktive Tier lässt bei der Jagd mit Hilfe seiner Chromatophoren in einem schnellen Rhythmus Bänder über seinen Körper laufen und scheint damit die Beute zu hypnotisieren.

## Fortpflanzung
Die Paarung der Breitarm-Sepien erfolgt im seichten Wasser in bis zu 30 Metern Tiefe zwischen Januar und Mai. Die Männchen zeigen sich dabei in einer starken Farbenpracht. Die Weibchen legen ihre gut getarnten Eier gewöhnlich zwischen Außenriffkante und Korallendach ab. Nach etwa 38 bis 40 Tagen schlüpfen die kleinen Breitarm-Sepien und verstecken sich unter den Korallen.